# Municipio de Big Creek (condado de Cass)
El municipio de Big Creek (en inglés: Big Creek Township) es un municipio ubicado en el condado de Cass en el estado estadounidense de Misuri. En el año 2010 tenía una población de 4442 habitantes y una densidad poblacional de 47,16 personas por km².

## Geografía
El municipio de Big Creek se encuentra ubicado en las coordenadas 38°47′10″N 94°21′4″O / 38.78611, -94.35111. Según la Oficina del Censo de los Estados Unidos, el municipio tiene una superficie total de 94.19 km², de la cual 90.04 km² corresponden a tierra firme y (4.41%) 4.15 km² es agua.

## Demografía
Según el censo de 2010, había 4442 personas residiendo en el municipio de Big Creek. La densidad de población era de 47,16 hab./km². De los 4442 habitantes, el municipio de Big Creek estaba compuesto por el 96.02% blancos, el 1.35% eran afroamericanos, el 0.43% eran amerindios, el 0.47% eran asiáticos, el 0.09% eran isleños del Pacífico, el 0.45% eran de otras razas y el 1.19% pertenecían a dos o más razas. Del total de la población el 1.76% eran hispanos o latinos de cualquier raza.